# Wahlen 1991
◄◄ | ◄ | 1987 | 1988 | 1989 | 1990 | Wahlen 1991 | 1992 | 1993 | 1994 | 1995 | ► | ►►

Weitere Ereignisse
Die Liste der Wahlen 1991 umfasst Parlamentswahlen, Präsidentschaftswahlen, Referenden und sonstige Abstimmungen auf nationaler und subnationaler Ebene, die im Jahr 1991 weltweit abgehalten wurden.

## Afrika

### Algerien
- Parlamentswahl am 26. Dezember, siehe Geschichte Algeriens
- Referendum in Sierra Leone 1991

### Benin
- Präsidentschaftswahl in Benin 1991

### Sambia
- Wahlen in Sambia 1991

### São Tomé und Príncipe
- Parlamentswahl in São Tomé und Príncipe 1991
- Präsidentschaftswahl in São Tomé und Príncipe 1991

## Amerika

### USA
- Gouverneurswahlen in den Vereinigten Staaten 1991

## Grönland
- Parlamentswahl in Grönland 1991

## Asien

### Indien
- Parlamentswahl in Indien 1991 am 20. Mai, 12. und 15. Juni
- Unabhängigkeitsreferendum in Armenien 1991

### Singapur
- Parlamentswahlen 1991 in Singapur am 31. August

### Türkei
- Parlamentswahl in der Türkei 1991

### Kasachstan
- Präsidentschaftswahl in Kasachstan 1991 am 1. Dezember.

### Taiwan (Republik China)
- Wahl zur Nationalversammlung der Republik China 1991 am 21. Dezember

## Europa

### Bulgarien
- 13. Oktober: Parlamentswahlen. Knapper Sieg der Opposition; Filip Dimitrow wird neuer Ministerpräsident. Siehe Parlamentswahl in Bulgarien 1991

### Deutschland
Im Jahr 1991 fanden folgende Landtagswahlen statt:
- Am 20. Januar  in Hessen, siehe Landtagswahl in Hessen 1991
- Am 21. April in Rheinland-Pfalz, siehe Landtagswahl in Rheinland-Pfalz 1991
- Am 2. Juni in Hamburg, siehe Bürgerschaftswahl in Hamburg 1991
- Am 29. September in Bremen, siehe Bürgerschaftswahl in Bremen 1991

### Estland
- am 3. März Volksabstimmung über den künftigen Status der Republik

### Finnland
- Parlamentswahl in Finnland 1991

### Island
- Parlamentswahl in Island 1991

### Litauen
- Referendum zur Unabhängigkeit Litauens (9. Februar)

### Mazedonien
- Referendum zur Unabhängigkeit Mazedoniens am 8. September 1991[1]

### Österreich
- Am 6. Oktober die Gemeinderatswahl in St. Pölten 1991

Im Jahr 1991 fanden folgende Landtagswahlen statt:
- Am 23. Juni die Landtagswahl im Burgenland
- Am  22. September die  Landtagswahl in der Steiermark
- Am 6. Oktober die Landtagswahl in Oberösterreich
- Am 10. November die Landtags- und Gemeinderatswahl in Wien

### Polen
- Parlamentswahlen in Polen 1991

### Portugal
- Parlamentswahl in Portugal 1991
- Präsidentschaftswahl (13. Januar): Mário Soares wird wiedergewählt

### Russland
- Präsidentschaftswahl in Russland 1991

### Schweden
- Wahl zum Schwedischen Reichstag 1991

### Schweiz
- Bundesratswahl 1991
- Schweizer Parlamentswahlen 1991

### Ukraine
- Referendum zur Unabhängigkeit der Ukraine von der Sowjetunion (1. Dezember), siehe Geschichte der Ukraine

### Zypern
- Parlamentswahl in der Republik Zypern 1991 (19. Mai 1991)